# 达尔科·潘采夫
达尔科·潘采夫（馬其頓語發音：[ˈdarkɔ ˈpantʃɛf] ;出生于1965年9月7日）是一名南斯拉夫和马其顿前职业足球运动员，司职前锋。
1990-91赛季帮助贝尔格莱德红星队夺得欧洲冠军杯，1991年获得欧洲金靴奖。

## 俱乐部生涯

### 瓦尔达斯科普里
他的职业生涯始于 1982 年在瓦尔达斯科普里，在那里他迅速发展成为南斯拉夫甲级联赛最优秀的前锋之一，并在 1983-84 赛季成为联赛最佳射手。

### 贝尔格莱德红星
1988 年夏天，22岁的潘采夫被贝尔格莱德红星队签下，但很快被派往南斯拉夫人民军服役，这让他错过了整个赛季.
潘采夫于1989年为红星踢了三个赛季，在91场联赛中打进了令人难以置信的84个进球，并在1991年赢得了欧洲冠军杯和洲际杯。
由于他惊人的命中率，在1990年代初期，他被公认为世界上最好的前锋之一。他在1991 年欧洲冠军杯决赛中攻入制胜点球，50年来首次为红星队赢得了欧洲冠军杯。
潘采夫以34个进球成为1990-91赛季欧洲顶级联赛的最佳射手，本应获得欧洲金靴奖。然而，欧足联决定将本赛季的比赛定为非官方比赛。潘采夫当时没有获奖，但15年后于2006年8月3日在斯科普里获奖。
1992年3月4日，潘采夫在雅典奥林匹克体育场的欧洲杯比赛中为红星队打进两球，2-0击败帕纳辛奈科斯。他成为了全场焦点，因为在完成入境手续时，他将自己的国籍写为马其顿。这在希腊人中造成了巨大的负面影响，他被拘留了几个小时才被允许入境。  

### 国际米兰
1992年夏天，即将年仅27岁的潘采夫以140亿里拉 （700万英镑）的转会费转会至国际米兰。 签约后，俱乐部主席埃内斯托·佩莱格里尼甚至将他与保罗·罗西相提并论。 
时任主教练奥斯瓦尔多·巴尼奥利并不喜欢潘采夫的踢球风格。潘采夫于1992年8月下旬在意大利杯客场对阵雷吉纳的比赛中首次亮相，在国米3-4的比赛中上演帽子戏法。联赛赛季前两轮，潘采夫都首发登场。但从第3轮比赛开始，潘采夫被排除在阵容之外，并逐渐被弃用。
在近两个月枯坐板凳后，潘采夫因主力中锋中锋斯基拉奇受伤而重获机会，但他并没有对球队做出什么贡献。很明显，马其顿人在适应没有适应意甲的防守，他的进球效率突然变得降低。
他等到1993年1月下旬才能打进他的第一个联赛进球。他在首个赛季中，潘采夫只为蓝黑军团出场了12场联赛和4场意大利杯比赛，仅打入了1个联赛进球和5个杯赛进球。
潘采夫在1993-94赛季仍然是国米队的一员，但因为与主教练的关系不睦，他完全不在一线队的名单中。丹尼斯·博格坎普的到来使马其顿人的排名进一步下降。上半赛季他没有参加任何联赛。
1994年1月，在联赛冬歇期，潘采夫被租借到德国莱比锡火车头。

### 租借给莱比锡
来到一个在积分榜底部附近为保级而战的俱乐部，潘采夫在德甲的十场比赛中为莱比锡打进两球。 球队还是降级了。

### 回到国际米兰
潘采夫在租借六个月后回到圣西罗，希望能够把握住他的第二次机会。然而，状态不佳和受伤让他在这期间总共只参加了7场联赛。赛季结束时，在 1995 年夏季转会窗口期间，潘采夫被卖到杜塞尔多夫 。

### 职业生涯后期
1997年，他在瑞士球队锡永结束了职业生涯。

## 国家队生涯
潘采夫代表南斯拉夫出战了1990年世界杯，在小组赛4-1战胜阿联酋的比赛中打进两球。 这是他参加的唯一一场国际比赛；他后来被征召参加1992年欧洲足球锦标赛，但随后于5月23日宣布退出球队，南斯拉夫球迷普遍认为政治观点不同是他退出的真正原因。他是球队预选赛阶段的最佳射手，打入10个进球。最终他被德拉甘·雅科夫列维奇取代， 但在5月31日，就在比赛开幕前十天，国家队因南斯拉夫战争而被禁赛。 
1993年10月13日，潘采夫参加了马其顿国家队的第一场正式比赛，对阵斯洛文尼亚。他的最后一场国际比赛是1995年6月对比利时的欧洲足球锦标赛预选赛。 
2003年11月，为庆祝欧足联成立50周年，他被马其顿共和国足协评选为马其顿最佳球员。 

## 退休后
退役后，潘采夫在马其顿足协工作。 2006年7月，潘切夫被任命为瓦尔达斯科普里的体育总监。

## 个人生活
潘采夫与歌手玛雅·格罗兹达诺夫斯卡-潘切娃结婚。他们有两个女儿：Nadica 和 Marija。

## 职业生涯统计

### 俱乐部
| 俱乐部         | 赛季      | 联赛 | 联赛 | 杯赛 | 杯赛 | 欧战 | 欧战 | 总计 | 总计 |
| 俱乐部         | 赛季      | 出场 | 进球 | 出场 | 进球 | 出场 | 进球 | 出场 | 进球 |
| -------------- | --------- | ---- | ---- | ---- | ---- | ---- | ---- | ---- | ---- |
| 瓦尔达斯科普里 | 1982–83   | 4    | 3    | 0    | 0    | 0    | 0    | 4    | 3    |
| 瓦尔达斯科普里 | 1983–84   | 31   | 19   | 0    | 0    | 0    | 0    | 31   | 19   |
| 瓦尔达斯科普里 | 1984–85   | 31   | 20   | 0    | 0    | 0    | 0    | 31   | 20   |
| 瓦尔达斯科普里 | 1985–86   | 26   | 12   | 0    | 0    | 3    | 2    | 29   | 14   |
| 瓦尔达斯科普里 | 1986–87   | 29   | 17   | 0    | 0    | 0    | 0    | 29   | 17   |
| 瓦尔达斯科普里 | 1987–88   | 30   | 13   | 0    | 0    | 2    | 0    | 32   | 23   |
| 贝尔格莱德红星 | 1989–90   | 32   | 25   | 0    | 0    | 3    | 1    | 35   | 26   |
| 贝尔格莱德红星 | 1990–91   | 32   | 34   | 2    | 1    | 9    | 5    | 43   | 40   |
| 贝尔格莱德红星 | 1991–92   | 28   | 25   | 0    | 0    | 9    | 6    | 37   | 31   |
| 国际米兰       | 1992-1993 | 12   | 1    | 4    | 5    | 0    | 0    | 16   | 6    |
| 莱比锡火车头   | 1993-1994 | 10   | 2    | 0    | 0    | 0    | 0    | 10   | 2    |
| 国际米兰       | 1994-1995 | 7    | 2    | 5    | 2    | 1    | 0    | 13   | 4    |
| 杜塞尔多夫     | 1995-1996 | 14   | 2    | 3    | 1    | 0    | 0    | 17   | 3    |
| 锡永           | 1996-1997 | 5    | 0    | 0    | 0    | 1    | 1    | 6    | 1    |
| 总计           | 总计      | 291  | 175  | 14   | 9    | 28   | 15   | 333  | 209  |

## 荣誉
贝尔格莱德红星
- 南斯拉夫甲级联赛: 1989–90, 1990–91, 1991–92
- 南斯拉夫杯： 1989–90
- 欧洲冠军杯： 1990–91
- 洲际杯： 1991

个人
- 金球奖： 1991年第二名
- 南斯拉夫甲级联赛最佳射手：1984、1990、1991、1992
- 欧洲金靴奖：1991
- 欧足联五十周年纪念奖 – 过去 50 年最伟大的马其顿足球运动员（金球员）：2003